# Mauricio neerlandés
Mauricio fue el nombre oficial del asentamiento de la Compañía Neerlandesa de las Indias Orientales en la isla de Mauricio entre los años 1638 y 1710, y fue utilizado como un centro de reabastecimiento para barcos. La isla ya era frecuentada por barcos neerlandeses a partir de 1598, pero recién fue colonizada en 1639, para evitar que los franceses y los ingleses se asienten en la isla. Mauricio recibió su nombre en honor de Mauricio de Nassau.

## Historia

### Antecedentes
Los primeros visitantes europeos de las islas fueron los portugueses, quienes la visitaron entre 1507 y 1513. Sin embargo, debido a que su base principal en África oriental se encontraba en Mozambique y sus naves con rumbo al Asia se reabastecían en las Comoras, no tenían ninguna intención de colonizar esta remota isla.

### Contacto con marineros neerlandeses (1598-1637)

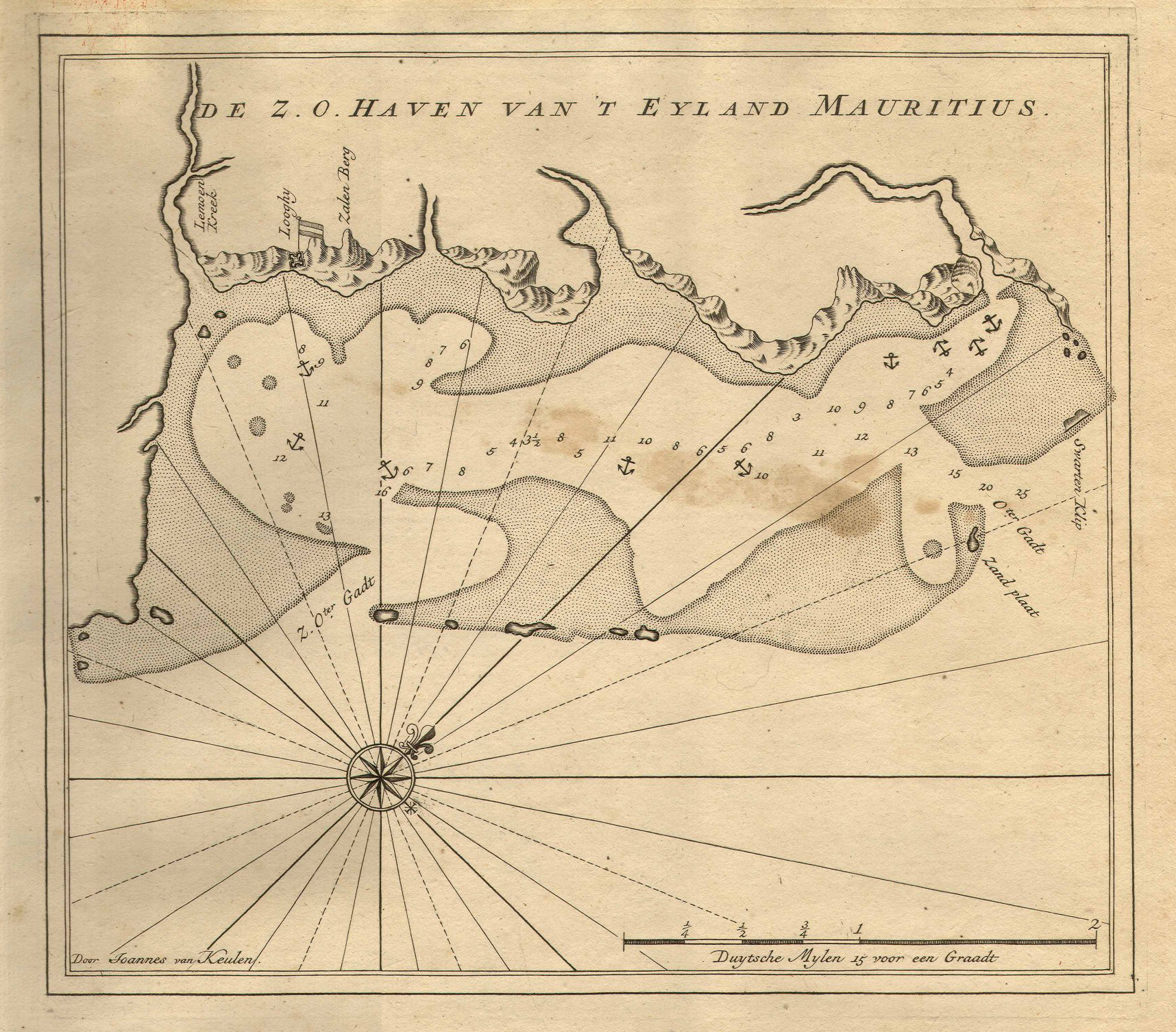
Mapa neerlandés de la costa de Mauricio.

En 1598, una expedición neerlandesa que consistía de ocho barcos zarpó del puerto de Texel en los Países Bajos bajo el mando de los almirantes Jacob Cornelisz van Neck y Wybrand van Warwijck con rumbo al subcontinente indio. Los ocho navíos se encontraron con un clima adverso luego de cruzar el cabo de Buena Esperanza y se separaron. Tres de ellos encontraron el rumbo hacia el noreste de Madagascar mientras que los otros cinco se reagruparon y zarparon con dirección hacia el sureste. El 17 de septiembre, los cinco barcos bajo el mando del Almirante Van Warwyck avistaron la isla. El 20 de septiembre ingresaron en una bahía a la que llamaron "Puerto de Warwyck" (conocida como "Gran Puerto" en la actualidad). Al tocar tierra decidieron nombrar a la isla "Prins Maurits van Nassaueiland", en honor al Príncipe Mauricio (versión en latín: Mauritius) de la Casa Nassau, el estatúder de Holanda, pero también porque el navío principal de la flota se llamaba "Mauritius". Desde esa ocasión, el nombre de Mauricio ha sido el más utilizado para la isla y el único que es utilizado para la misma en la actualidad. Los barcos volvieron a zarpar en dirección a Banten el 2 de octubre.
Desde esa fecha, el "Port de Warwick" en la isla fue utilizado por los neerlandeses como un puerto de descanso luego de largos meses en el mar. En 1606, dos expediciones llegaron por primera vez al lugar que posteriormente se convertiría en Port-Louis en la parte noroeste de la isla. La expedición, que consistía de once barcos y 1.357 hombres bajo el mando del Almirante Corneille desembarcaron en la bahía, la cual llamaron "Rade des Tortues" (literalmente la bahía de las Tortugas) debido al gran número de tortugas terrestres que encontraron allí.
A partir de esa fecha, los marineros neerlandeses comenzaron a utilizar a "Rade des Tortues" como su principal puerto. En 1615, el naufragio y muerte en esta bahía del gobernador Pieter Both, quien estaba regresando desde India con cuatro barcos cargados de riquezas, hicieron que los marineros neerlandeses piensen que la ruta estaba maldita y trataban de evitarla lo más que podían. Mientras tanto, los británicos y los daneses habían comenzado a incursionar en el océano Índico. Aquellos que desembarcaban en la isla cortaban y se llevaban libremente la preciada madera de los árboles de ébano, los cuales abundaban en Mauricio.

### Colonización (1638-1710)
La colonización neerlandesa comenzó en 1638 y terminó en 1710, con una pequeña interrupción entre 1658 y 1666. Durante ese tiempo se nombraron a varios gobernadores, pero los constantes problemas tales como ciclones, sequías, infestaciones de plagas, falta de comida y enfermedades finalmente cobraron factura, y la isla fue abandonada en forma definitiva en 1710.
La isla no había sido habitada en forma permanente por cuarenta años desde su descubrimiento por parte de los neerlandeses, pero en 1638 Cornelius Gooyer estableció el primer asentamiento neerlandés permanente en Mauricio con una guarnición de veinticinco hombres. De esta manera se convirtió en el gobernador de la isla. En 1639, treinta hombres fueron añadidos a la guarnición para reforzar la colonia. Se le había ordenado a Gooyer que desarrolle el potencial comercial de la isla, pero nunca lo hizo, por lo que fue destituido. Su sucesor, Adriaan van der Stel, comenzó esta tarea de inmediato, desarrollando la exportación de madera de ébano. Para este propósito, Van der Stel trajo consigo 105 esclavos malgache a la isla. Durante la primera semana, unos sesenta esclavos lograron escapar hacia los bosques; solo unos treinta fueron recapturados más adelante.

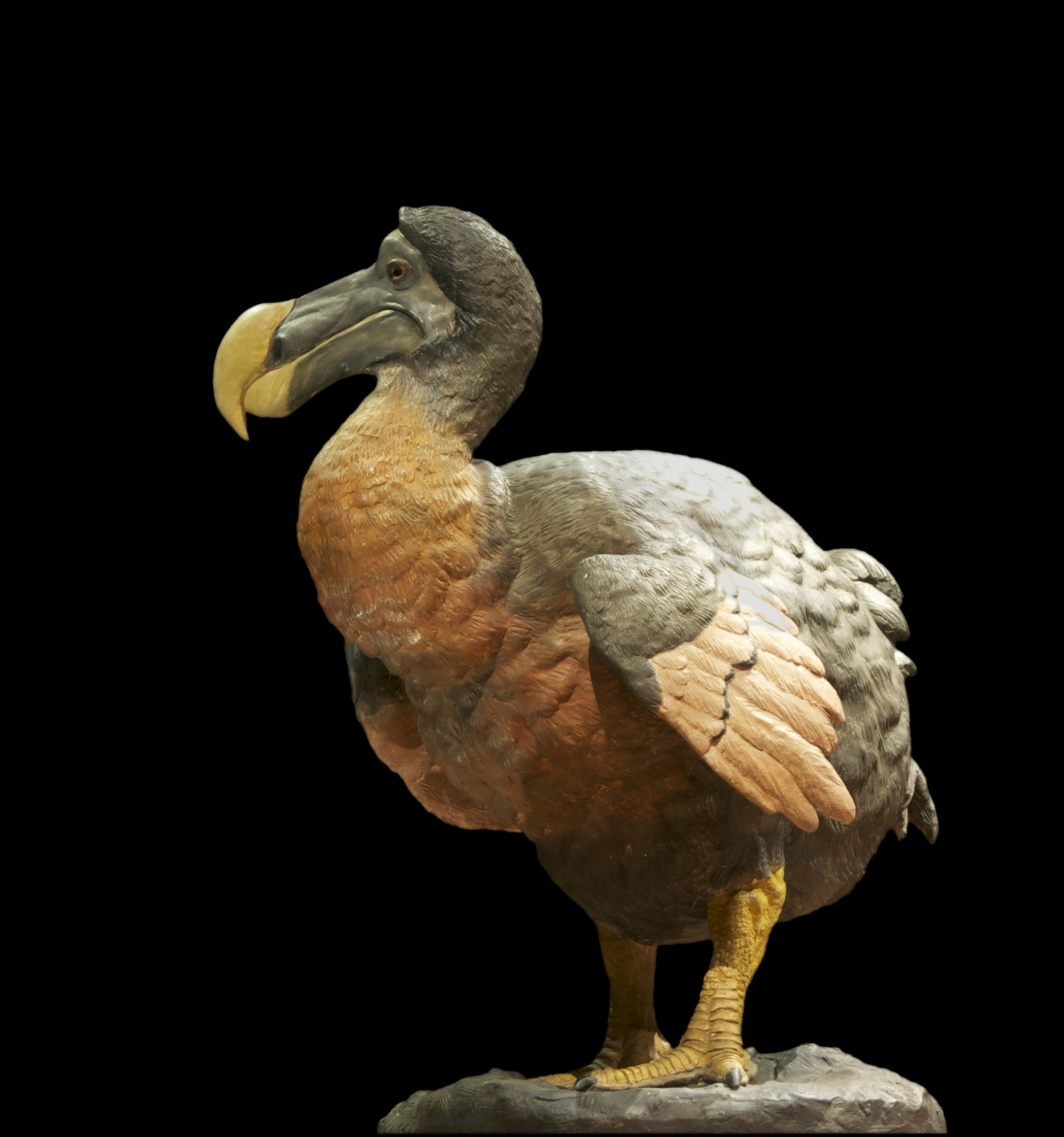
Una representación del extinto pájaro dodo. La presencia de los neerlandeses en la isla contribuyó en gran medida a la extinción de esta ave endémica de Mauricio.

En 1644, los isleños pasaron por varios meses de penurias debido a un retraso en el envío de sus suministros, malas cosechas y ciclones. Durante esos meses, solo pudieron sustentarse a través de la pesca y la caza. Sin embargo, Van der Stel había conseguido obtener un envío de 95 esclavos más desde Madagascar, antes de que sea transferido a Ceilón. Su reemplazo fue Jacob van der Meersch. Este último trajo consigo 108 esclavos malgache más. Van der Meersch dejó Mauricio en septiembre de 1648 y fue reemplazado por Reinier Por.
En 1652, los colonos sufrieron incluso más reveses, tanto esclavos como maestros. La población en ese entonces era de aproximadamente cien personas. Los frecuentes problemas afectaron el potencial comercial de la isla y se ordenó su abandono en 1657. El 16 de julio de 1658, casi todos los habitantes de la isla la habían abandonado, con la excepción de un joven marinero y dos esclavos que se había refugiado en los bosques. Así fue que el primer intento de colonización neerlandesa terminó negativamente.
En 1664, se realizó un segundo intento, pero este también terminó mal cuando los hombres que habían sido seleccionados para esta tarea abandonaron a su comandante enfermo, Van Niewland, sin atención médica este último terminó pereciendo.
Entre 1666 y 1669, Dirk Jansz Smient administró la nueva colonia en Grand Port, siendo el talado y exportación de árboles de ébano la principal actividad económica. Cuando Dirk Jansz Smient dejó la isla, fue reemplazado por George Frederik Wreeden. Este último murió en 1672, ahogado junto con cinco otros colonos durante una expedición de reconocimiento. Su reemplazo fue Hubert Hugo. Hugo fue un hombre de visión que pretendía convertir a la isla en una colonia agrícola. Su visión no era compartida por sus superiores, y finalmente no pudo desarrollar sus planes.
Issac Johannes Lamotius se convirtió en el nuevo gobernador cuando Hugo se marchó en 1677. Lamotius gobernó hasta 1692, cuando fue deportado a Batavia para ser juzgado por haber enjuiciado a un colono cuya esposa había rechazado su cortejo. Fue entonces que en 1692 se nombró a un nuevo gobernador, Roelof Deodati. Incluso si hubiese intentado desarrollar la isla, Deodati se enfrentó a muchos problemas, como ciclones, pestes, enfermedades del ganado y sequías. Desalentado, Deodati finalmente se rindió y su reemplazo sería Abraham Van de Velde. Este último no tuvo mejor suerte y finalmente se convertiría en el último gobernador neerlandés de la isla en esa época. Los neerlandeses finalmente abandonaron Mauricio en 1710.

## Legado
Los neerlandeses dieron nombre al país y a muchas de las regiones de la isla. Algunos ejemplos de esto incluyen la montaña "Pieter Both", la región "Vandermeersh" cerca de Rose-Hill, entre otros. También introdujeron las plantas de caña de azúcar desde Java. Otras marcas menos admirables que dejaron los colonos neerlandeses fue la exterminación de las poblaciones de dodos y tortugas por su carne, proceso que fue acelerado con la introducción de otras especies que compitieron con ellas y pestes. Grandes extensiones de bosques fueron cortados para la explotación de la madera de ébano.
Los cimientos del Fuerte Frederik Hendrik aún se mantienen conservados en la isla. El 10 de noviembre de 2010, el museo Frederik Hendrik fue inaugurado por Ad Koekkoek, el embajador de los Países Bajos en Tanzania, y Mookhesswur Choonee, el ministro de Cultura de Mauricio.